# Roubaix
Roubaix es un municipio francés situado en el departamento de Nord y la región de Alta Francia, cerca de la frontera con Bélgica.

## Toponimia
Existen dos versiones opuestas para la etimología del topónimo: una versión latina, Robacum, que significa arroyo en la llanura, y una versión germánica, Rosbach, que significa arroyo de las cañas.
Sus habitantes se denominan, en francés, Roubaisiens. El topónimo en neerlandés de la ciudad es Robaais.

## Geografía
Roubaix se sitúa cerca de la frontera belga, al este de Lille y al sur de su rival, Tourcoing. El canal de Roubaix atraviesa una parte de la ciudad; en 2008 se restablecerá su navegación (programa Blue Links).

## Historia
Ya en un mapa del siglo IX se puede ver una referencia a Roubaix. Entonces, la ciudad era dependiente del obispado de Tournai. La ciudad pasó del estatuto de simple aldea al de ciudad importante bajo el reinado del señor Pierre de Roubaix en el siglo XV.
Formó parte de los Países Bajos Españoles hasta su anexión a Francia en 1668, mediante el Tratado de Aquisgrán.

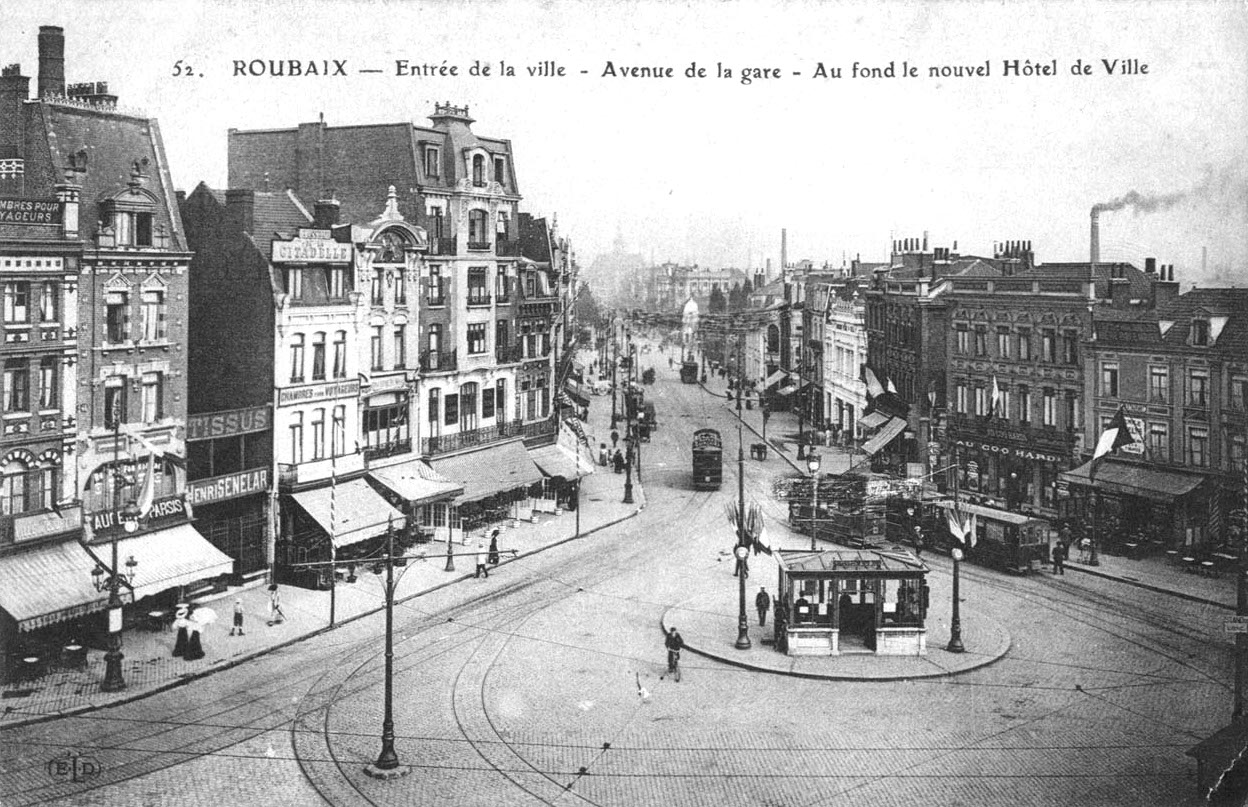
Plaza en Roubaix hacia comienzos del

En el siglo XIX, Roubaix era una de las capitales mundiales del tejido. Su industrialización fue muy fuerte, con numerosas fábricas repartidas por toda la ciudad. De hecho, se la llamó incluso ciudad de las mil chimeneas. Hoy pocos de estos vestigios subsisten, pero todas las chimeneas que aún están en pie están protegidas.
En 1911 la ciudad acogió la Exposición Internacional del Norte de Francia.
El ayuntamiento de Roubaix atestigua la opulencia pasada de la ciudad. Sobre su frontón se representan los diferentes oficios ejercidos en la ciudad en el siglo XIX.

## Demografía
| 9120 | 8091 | 8724 | 12 170 | 18 187 | 19 455 | 31 039 | 34 698 | 39 445 | 49 274 | 65 091 | 75 987 | 83 661 | 91 757 | 100 299 | 114 917 | 124 661 | 124 365 | 121 017 | 122 723 | 113 265 | 117 209 | 117 190 | 107 105 | 100 978 | 110 067 | 112 856 | 114 547 | 109 553 | 101 602 | 97 746 | 96 984 | 97 600 | 97 423 |
| Para los censos de 1962 a 1999 la población legal corresponde a la población sin duplicidades (Fuente: INSEE [Consultar]) |      |      |        |        |        |        |        |        |        |        |        |        |        |         |         |         |         |         |         |         |         |         |         |         |         |         |         |         |         |        |        |        |        |

La urbanización ha conducido a la formación de una aglomeración continua entre Roubaix y sus vecinas más pobladas, Lille y Tourcoing, sin contar decenas de municipios menos poblados de la comunidad urbana.
La ciudad debió su desarrollo a la industria textil, cuya actividad ha disminuido más adelante. Esforzada en reconvertirse, ha visto partir a numerosos habitantes (su población superó los 120 000 habitantes en la primera mitad del siglo XX). Hoy queda la École nationale des arts et industries textiles (ENSAIT), escuela de ingenieros textil.
Roubaix fue durante mucho tiempo, hasta 2004, el municipio de Francia más poblado en no ser ni capital de departamento ni capital de distrito. Ahora es la segunda, detrás de Montreuil.
|                    | Roubaix | media nacional |
| ------------------ | ------- | -------------- |
| más de 75 años     | 5,4%    | 7,7%           |
| 60-74 años         | 9,4%    | 13,6%          |
| 40-59 años         | 20,2%   | 26%            |
| 20-39 años         | 31,4%   | 28,1%          |
| Fuente: Insee 1999 |         |                |

## Administración

### Alcaldía
| 18 de mayo de 1884-16 de mayo de 1892       | Julien Lagache      |
| 15 de mayo de 1892-17 de diciembre de 1901  | Henri Carrette      |
| 26 de diciembre de 1901-26 de enero de 1902 | Edouard Roussel     |
| 26 de enero de 1902-19 de mayo de 1912      | Eugène Motte        |
| 19 de mayo de 1912-7 de marzo de 1915       | Jean-Baptiste Lebas |
| 7 de marzo de 1915-21 de octubre de 1918    | Henri Therin        |
| 21 de octubre de 1918-junio de 1940         | Jean-Baptiste Lebas |
| junio de 1940-17 de agosto de 1941          | Fleuris Vanherpe    |
| 17 de agosto de 1941-enero de 1942          | Marcel Guislain     |
| enero de 1942-mayo de 1942                  | Alphonse Verbeurgt  |
| mayo de 1942-agosto de 1942                 | Charles Bauduin     |
| 1944 (elegido en 1945)- marzo de 1977       | Victor Provo        |
| marzo de 1977-6 de marzo de 1983            | Pierre Prouvost     |
| 6 de marzo de 1983-18 de mayo de 1994       | André Diligent      |
| 28 de mayo de 1994                          | René Vandierendonck |
| No se conocen datos anteriores.             |                     |

### Lista de cantones
La ciudad de Roubaix forma parte del arrondissement de Lille y su territorio municipal se compone de cuatro cantones:
- El cantón de Roubaix-Centre
- El cantón de Roubaix-Nord, que comprende una parte de la ciudad de Wattrelos
- El cantón de Roubaix-Est, que comprende otra parte de la ciudad de Wattrelos
- El cantón de Roubaix-Ouest, que comprende también las ciudades de Croix y de Wasquehal

### Lista de barrios
- Le centre-ville (centro)
- Barbieux
- Les Trois Ponts: este barrio de aproximadamente 6000 habitantes concentra las peores cifras socioeconómicas de la ciudad.
- La Fraternité
- Le Pile, barrio popular situado entre el centro y les Trois Ponts.
- Sainte-Elisabeth
- Le Sartel-Carihem
- L'Hommelet
- La Fosse-aux-Chênes
- Le Hutin
- Le Cartigny, barrio situado al norte del meandro del canal de Roubaix, atravesado por la calle de Argel, que comprende el vasto cementerio de Roubaix y empresas industriales importantes  (La Lainière, Pennel y Flipo).
- L'Entrepont
- L'Epeule
- Le Trichon
- L'Alouette (los barrios de L'Epeule, L'Alouette y Le Trichon están agrupados en un comité de barrio)
- Le Crouy
- Le Fresnoy, Mackellerie, barrio separado al norte de la ciudad por la vía de ferrocarril, situado frente a Tourcoing
- L'Alma o Alma-Gare
- Le Cul de Four
- Le quartier de la Rue de Lannoy
- Le Chemin-Neuf
- Edouard-Vaillant
- Les Hauts-Champs, que han dado su nombre a la marca Auchan, originaria de este barrio.
- Justice
- Linné
- Moulin-Potennerie
- Nouveau-Roubaix

## Deporte
Roubaix es famosa por acoger en su velódromo el final de la carrera París-Roubaix, el tercero de los cinco monumentos del ciclismo en ruta.

## Ciudades hermanadas
Roubaix está hermanada con:
- Mönchengladbach (Alemania, desde 1969)
- Bradford (Reino Unido, desde 1969)
- Verviers (Bélgica, desde 1969)
- Skopie (Macedonia del Norte, desde 1973)
- Prato (Italia, desde 1981)
- Covilhã (Portugal, desde 2000)
- Bouïra (Argelia)